# Booba
Élie Yaffa (Sèvres, 9 december 1976), beter bekend als Booba, is een Franse rapper. In Frankrijk geniet hij van een zeer grote populariteit onder het brede publiek. Zijn meest bekende nummers zijn Boulbi, N°10, Mon son en Garde la pêche. In 2004 begon hij zijn eigen kledinglijn, genaamd Ünkut. Gedurende zijn carrière werkte Booba onder andere met Akon, Demon, Rim'K, Mac Tyer, Fabolous, Rick Ross en Mokobé. Eerder maakte hij deel uit van de rapgroep Lunatic.

## Biografie
Booba groeide op als de zoon van een Senegalese vader en een moeder van Franse afkomst in de Parijse buitenwijk Sèvres, in Boulogne-Billancourt te Hauts-de-Seine (92). Daar sloot hij zich aan bij de rapformatie Lunatic, waarmee hij midden in de jaren 90 erg actief was en in 2001 een album uitbracht. Na het uitkomen van dit album vond Booba het tijd om serieuzer aan de slag te gaan en ging verder als solo-artiest. Hij bracht drie albums uit, die stuk voor stuk met goud werden bekroond in Frankrijk.

## Discografie

### Studioalbums
- Temps Mort (2002)
- Panthéon (2004)
- Ouest Side (2006)
- 0.9 (2008)
- Lunatic (2010)
- Futur (2012)
- Futur 2.0 (2013)
- D.U.C. (2015)
- Nero Nemesis (2015)
- TRONE ' ' (2018)

### Mixtapes
- Autopsie Vol. 1 (2005)
- Autopsie Vol. 2 (2007)
- Autopsie Vol. 3 (2009)
- Autopsie Vol. 4 (2011)

## Trivia
- Op de Nederlandse zenders was Booba te zien in de videoclip Ghetto van Akon en Ali B.